# Carlos Squeo
Carlos Squeo   (Avellaneda, 4 de juny de 1948 - 8 de setembre de 2019) va ser un futbolista argentí.

## Selecció de l'Argentina
Va formar part de l'equip argentí a la Copa del Món de 1974.